# Sint-Annaklooster (Oudenbosch)

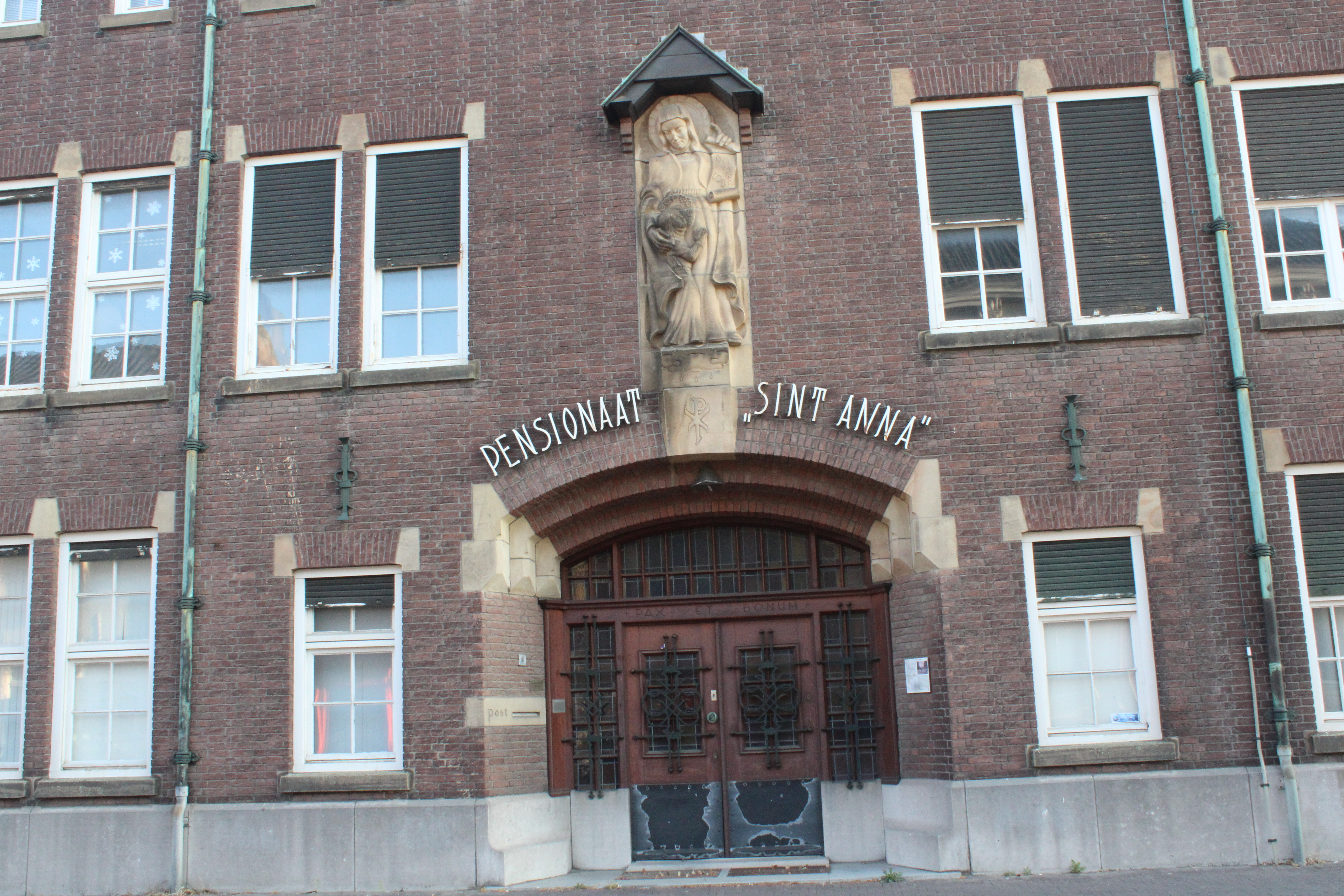
Ingang van pensionaat St.-Anna

Het Sint-Annaklooster te Oudenbosch, in de Nederlandse provincie Noord-Brabant, is het moederhuis van de Franciscanessen van Oudenbosch. Het bevindt zich aan Markt 61.

## Geschiedenis
Het klooster werd gesticht in 1837 als succursaalhuis van de Franciscanessen van Roosendaal, maar werd al spoedig een zelfstandige congregatie. Er was een school en een weeshuis aan het klooster verbonden.
Van de huidige gebouwen is dat uit 1890 het oudste. Het werd in neorenaissancestijl gebouwd. In 1925 werd het complex uitgebreid door Jacques van Groenendael en Jacques Hurks in de stijl van het nieuwe bouwen. Op de zolder zijn de originele chambrettes nog aanwezig. In 1936 volgde opnieuw een uitbreiding door Jacques Hurks, nu in de stijl van de Delftse School. In de gebouwen zijn onder meer glas-in-loodramen aanwezig.
In 1994 werd het klooster door de zusters verlaten. Het kreeg een nieuwe bestemming als raadszaal en bibliotheek.